# St Andrew’s Church (Greensted)

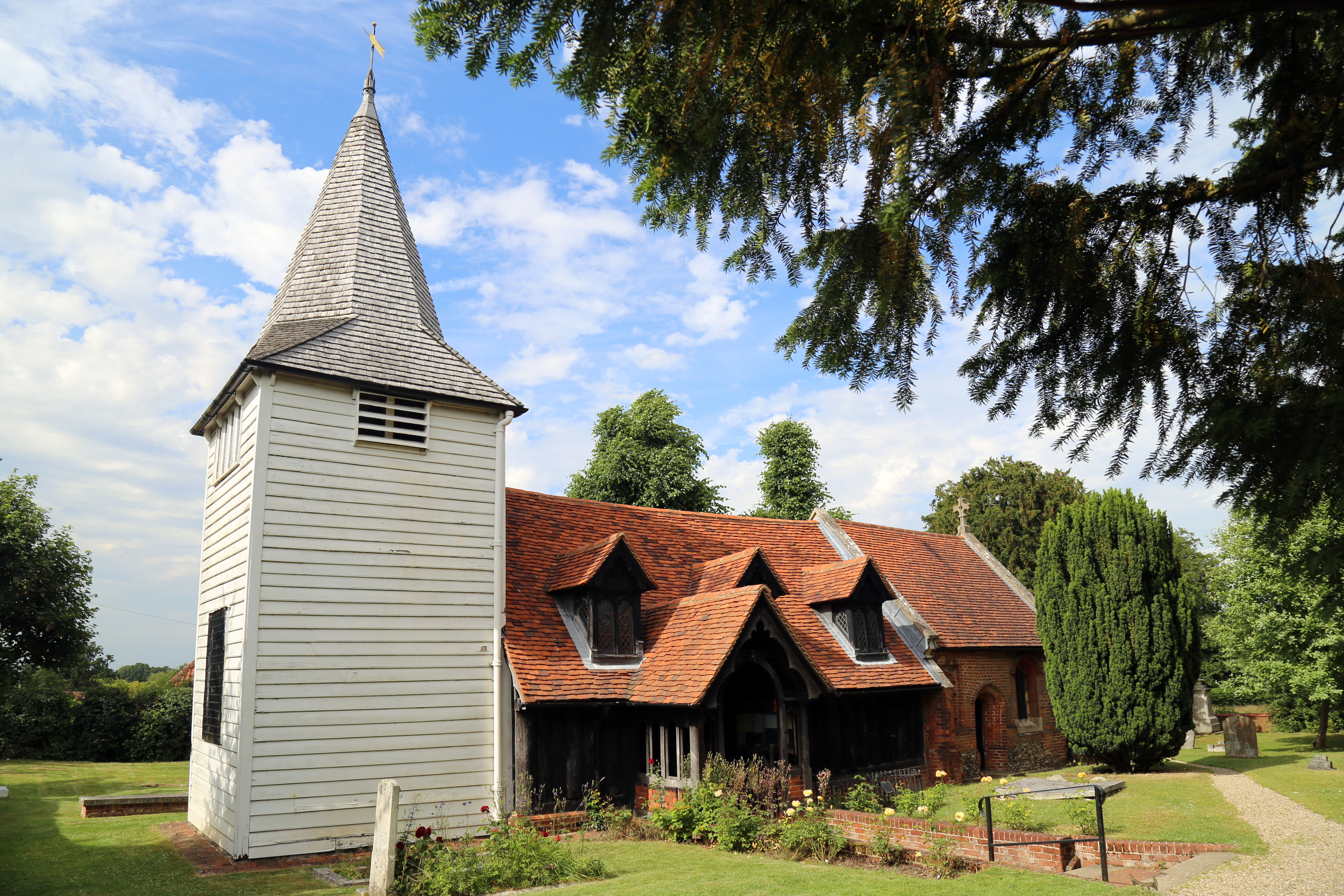
St Andrew’s Church (2015)

Die St Andrew’s Church, auch Greensted Church genannt, in Greensted, rund ein Kilometer westlich von Chipping Ongar, ist ein anglikanisches Gotteshaus in Essex. Sie gilt als die älteste Holzkirche der Welt und steht unter dem Patrozinium des Apostels Andreas. Das Kirchengebäude ist als Grade-I-Baudenkmal geschützt.

## Geschichte

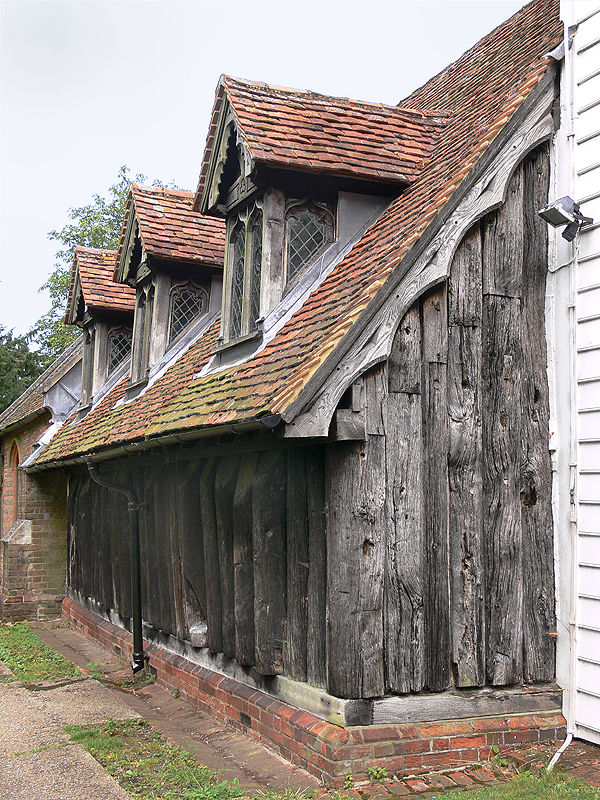
Nordwand

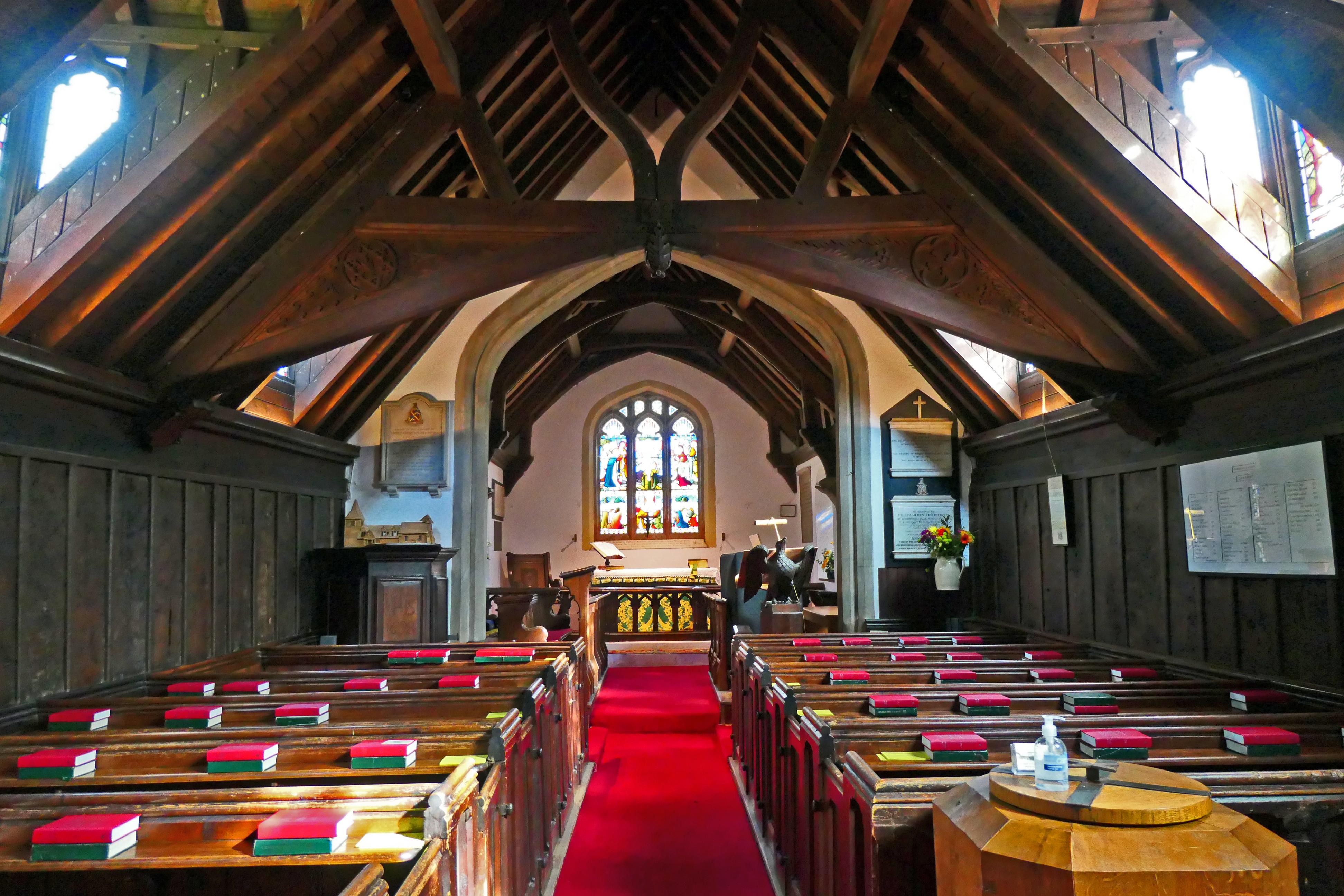
Blick zum Chor

Aufgrund archäologischer Funde, die bei Ausgrabungen Anfang der 1960er-Jahre gesichert wurden, wird der Baubeginn zwischen 998 und 1063 datiert. Nach dendrochronologischen Untersuchungen wurden die Holzbalken, die das tragende Gerüst des Kirchenschiffs und den ältesten Baubestand bilden, bereits im Jahre 845 gefällt. Der Überlieferung zufolge wurde der Leichnam des 869 getöteten Edmunds des Märtyrers 1013 hier aufgebahrt, als er zu seiner endgültigen Ruhestätte in Bury St Edmunds überführt wurde. Das Kirchendach wurde unter der Herrschaft von Heinrich VII. neu eingedeckt. Der Altarraum in Ziegelmauerwerk, dessen Feldsteinfundamente auf die normannische Zeit datiert werden, entstand um 1500. Die Entstehungszeit des Kirchturms ist ungewiss, doch dürfte er wohl aus der Zeit der Stuart stammen. Eine grundlegende Restaurierung erfuhr das Kirchengebäude in den Jahren zwischen 1837 und 1848. Im Jahr 1990 wurde die Statik der Kirche stabilisiert.

## Architektur
Das geostete Kirchenschiff zeigt sich als ein von eichenen Balken gestütztes sächsisches Langhaus mit je drei Giebelgauben auf Nord- und Südseite. Der östlich vorgelagerte Altarraum, dessen Grundmauern aus normannischer Zeit stammen, ist aus Ziegelmauerwerk errichtet und besitzt nach Süden ein Fenster und einen bogenüberspannten Eingang sowie am östlichen Abschluss ein dreiteiliges Bleiglasfenster. Im Westen ist ein Kirchturm mit drei Schallluken angebaut.
An der nördlichen Westwand befindet sich eine „Aussätzigen-Öffnung“, durch die der Überlieferung zufolge im Mittelalter Aussätzige ihre Hand steckten, damit sie den Segen des Priesters durch Besprengung mit Weihwasser empfangen konnten.

## Ausstattung
In der Nähe des Altars findet sich eine Piscina aus normannischer Zeit. Die hölzerne Kanzel stammt aus dem Jahr 1698. Die Kirchenbänke sind im viktorianischen Stil gehalten. Schnitzereien stellen die Geschichte Edmunds des Märtyrers dar.

## Außenbereich
Die Kirche ist von einem Friedhof umgeben, dessen ältestes Grab Ruhestätte eines Kreuzfahrers aus dem 12. Jahrhundert sein soll, möglicherweise eines Bogenschützen. Dieser traf der Überlieferung zufolge schwer verwundet in Greensted ein und starb in der Kirche.